# لیزا وان در موست
لیزا وان در موست (انگلیسی: Liza van der Most؛ زادهٔ ۸ اکتبر ۱۹۹۳) بازیکن فوتبال اهل پادشاهی هلند است.

وی همچنین در تیم ملی فوتبال زنان هلند بازی کرده‌است.